# Žansaj Smagulov
Žansaj Smagulov (* 26. září 1992) je kazašský zápasník–judista a sambista.

## Sportovní kariéra
V mladí prošel reprezentačními výběry Kazachstánu v zápasu sambo. Mezi judisty se na mezinárodní scéně objevuje od roku 2013. V roce 2016 se kvalifikoval na olympijské hry v Riu, kde po úvodní výhře nad Belgičanem Jasperem Lefeverem prohrál v dalším kole s nasazenou jedničku Korejcem An Pa-ula submisí.

### Vítězství
- 2015 - 1x světový pohár (Budapešť)

## Výsledky

### Judo
| Turnaj            | 2014           | 2015           | 2016           |  |
| Turnaj            | 22             | 23             | 24             |  |
| Turnaj            | pololehká váha | pololehká váha | pololehká váha |  |
| ----------------- | -------------- | -------------- | -------------- |  |
| Olympijské hry    |                |                | úč.            |  |
| Mistrovství světa | úč.            | —              |                |  |
| Asijské hry       | —              |                |                |  |
| Mistrovství Asie  |                | —              | úč.            |  |